# Midlands (Zimbabwe)
 For alternative betydninger, se Midlands. (Se også artikler, som begynder med Midlands)
Midlands er en provins i Zimbabwe. Den har et areal på 49.166 km² og en befolkning på omkring 1,5 millioner indbyggere (2002). Gweru er provinsens hovedby.
Provinsen er hjemstedet til forskellige folkeslag. Siden den ligger centralt, har den en blanding af shona, ndebele, tswana, suthu, chewa blandt andre sprog som bliver talt i Zimbabwe. 
Den har den tredje største by i Zimbabwe i Gweru.
19°S 30°Ø / 19°S 30°Ø